# Evarist Basiana i Arbiell
Evarist Basiana y Arbiell (Tàrrega, 13 de abril de 1893 - Manresa, 22 de octubre de 1967) fue un dibujante y pintor español. Precursor en Manresa de los nuevos estilos del impresionismo, el cubismo y el simbolismo.

## Biografía
Nacido en Tàrrega, cuando apenas tenía dos años se trasladó a Manresa con sus padres y hermanos. El año 1906 entró como aprendiz al taller del pintor Morell, con quién colaboró en la elaboración de trabajos de pintura decorativa y dorados del altar del Santísimo del Monasterio de Montserrat.
El año 1912 se trasladó a Barcelona, donde estudió dibujo artístico en la Escuela de Artes y Oficios y Bellas artes, obteniendo la calificación de excelente. Durante los años siguientes amplió sus estudios en la Lonja, el Nido Artístico, la Academia Artes y la escuela de Francesc Galí, además de recibir clases particulares de Antoni Gelabert y Calvo Verdonces. El artista permaneció en Barcelona hasta el año 1922, frecuentando los Cuatro Gatos y aprovechando para hacer al menos dos estancias en París, donde se imbuyó del idealismo de Hegel, de Nietzsche, de ideas naturistas, de la teoría de la evolución y sobre todo, de las incisivas incursiones al cubismo de Picasso y Braque.
En 1923, se estableció en Manresa y ganó la plaza de profesor de dibujo en la Escuela de Artes y Oficios de la ciudad. En 1927 inició su carrera expositiva, presentando treinta y tres obras a las Galerías Dalmau, que tuvo una recepción positiva por parte de la crítica. Posteriormente también expuso en el Salón de Primavera de Barcelona (1932), en la muestra de artistas manresanos celebrada en la Galería Catalònia (1934), la "Peña de Arte" de Manresa (1934) o en el Salo de los independientes de Barcelona (1936), entre otros.
Profesor en la Escuela de Artes y Oficios de Manresa hasta el año 1939, vivió gran parte de su vida en Manresa, donde pintó paisajes, bodegones y también son conocidos sus dibujos de figuras. En esta misma época, Basiana fue no solamente profesor sino también tutor particular de la pintora catalana Carmen Selvas influyendo a su percepción racional del color. El año 1966 el Círculo Artístico de Manresa le hizo una exposición homenaje.